# Persone di nome Andreas
| Questa pagina contiene informazioni ricavate automaticamente dalle voci biografiche con l'ausilio del template Bio e di un bot. L'aggiornamento è periodico e automatico e ricostruisce completamente la pagina. Se manca una persona in questa lista, sei pregato di non aggiungerla, ma accertati piuttosto che la sua voce biografica contenga il template Bio e che i dati anagrafici siano correttamente compilati. Se il template Bio manca, inseriscilo tu stesso o, in alternativa, metti l'avviso {{tmp\|Bio}} che ne segnala la mancanza. Se i dati riportati sono sbagliati, correggi direttamente la voce biografica; le modifiche saranno visibili in questa lista entro pochi giorni. Per chiarimenti vedi il progetto antroponimi. La lista contiene solo le 463 persone che sono citate nell'enciclopedia e per le quali è stato implementato correttamente il template Bio. Pagina aggiornata al 6 ago 2025. |

Questa è una lista di persone presenti nell'enciclopedia che hanno il nome Andreas, suddivise per attività principale.

## Allenatori di calcio(18)
- Andreas Bergmann, allenatore di calcio e ex calciatore tedesco (Steinfeld, n. 1959)
- Andreas Bielau, allenatore di calcio e ex calciatore tedesco orientale (n. 1958)
- Andreas Fischer, allenatore di calcio e ex calciatore tedesco (Paderborn, n. 1964)
- Andreas Heraf, allenatore di calcio e ex calciatore austriaco (Vienna, n. 1967)
- Andreas Herzog, allenatore di calcio e ex calciatore austriaco (Vienna, n. 1968)
- Andreas Hilfiker, allenatore di calcio e ex calciatore svizzero (Aarau, n. 1969)
- Andreas Köpke, allenatore di calcio e ex calciatore tedesco (Kiel, n. 1962)
- Andreas Lambertz, allenatore di calcio e ex calciatore tedesco (Dormagen, n. 1984)
- Andreas Mayer, allenatore di calcio e calciatore tedesco (Burgau, n. 1972)
- Andreas Menger, allenatore di calcio e ex calciatore tedesco (Berlino Ovest, n. 1972)
- Andreas Morisbak, allenatore di calcio, dirigente sportivo e ex calciatore norvegese (Vefsn, n. 1940)
- Andreas Neuendorf, allenatore di calcio e ex calciatore tedesco (Berlino, n. 1975)
- Andreas Ogris, allenatore di calcio e ex calciatore austriaco (Vienna, n. 1964)
- Andreas Reisinger, allenatore di calcio e ex calciatore austriaco (Vienna, n. 1963)
- Andreas Schrott, allenatore di calcio e ex calciatore austriaco (Hall in Tirol, n. 1981)
- Andreas Tegström, allenatore di calcio e ex calciatore svedese (Jönköping, n. 1979)
- Andreas Thom, allenatore di calcio e ex calciatore tedesco (Rüdersdorf bei Berlin, n. 1965)
- Andreas Thomsson, allenatore di calcio e ex calciatore svedese (Kalmar, n. 1971)

## Allenatori di pallacanestro(1)
- Andreas Pistiolīs, allenatore di pallacanestro greco (Atene, n. 1978)

## Allenatori di sci alpino(3)
- Andreas Ertl, allenatore di sci alpino e ex sciatore alpino tedesco (Lenggries, n. 1975)
- Andreas Evers, allenatore di sci alpino e ex sciatore alpino austriaco (n. 1968)
- Andreas Omminger, allenatore di sci alpino e ex sciatore alpino austriaco (Innsbruck, n. 1983)

## Alpinisti(2)
- Andreas Heckmair, alpinista tedesco (Monaco di Baviera, n. 1906 - Oberstdorf, † 2005)
- Andreas Hinterstoisser, alpinista tedesco (Bad Reichenhall, n. 1914 - Grindelwald, † 1936)

## Ammiragli(1)
- Andreas Michelsen, ammiraglio tedesco (Hildesheim, n. 1869 - Fallingbostel, † 1932)

## Anatomisti(1)
- Andrea Vesalio, anatomista e medico fiammingo (Bruxelles, n. 1514 - Zante, † 1564)

## Animatori(1)
- Andreas Deja, animatore polacco (Danzica, n. 1957)

## Archeologi(1)
- Andreas Alföldi, archeologo, numismatico e epigrafista ungherese (Pomáz, n. 1895 - Princeton, † 1981)

## Architetti(4)
- Wilhelm von Hanno, architetto, scultore e pittore tedesco (Amburgo, n. 1826 - Oslo, † 1882)
- Andreas Kofler, architetto italiano (Merano, n. 1978)
- Andreas Krüger, architetto e pittore tedesco (Neuendorf bei Potsdam, n. 1719 - Berlino, † 1759)
- Andreas Vogler, architetto e designer svizzero (Basilea, n. 1964)

## Architetti del paesaggio(1)
- Andreas Kipar, architetto del paesaggio e architetto tedesco (Gelsenkirchen, n. 1960)

## Arcivescovi cattolici(4)
- Andreas Jakob von Dietrichstein, arcivescovo cattolico austriaco (Mähren, n. 1689 - Salisburgo, † 1753)
- Andreas Gollmayr, arcivescovo cattolico austro-ungarico (Radovljica, n. 1797 - Gorizia, † 1883)
- Andreas Rohracher, arcivescovo cattolico austriaco (Lienz, n. 1892 - Altötting, † 1976)
- Andreas Ignatius Schaepman, arcivescovo cattolico olandese (Zwolle, n. 1815 - Utrecht, † 1882)

## Arcivescovi luterani(1)
- Andreas Laurentii Björnram, arcivescovo luterano svedese (n. 1520 - † 1593)

## Arcivescovi vetero-cattolici(1)
- Andreas Rinkel, arcivescovo vetero-cattolico olandese (Ouderkerk aan de Amstel, n. 1889 - Utrecht, † 1979)

## Arpisti(1)
- Andreas Vollenweider, arpista svizzero (Zurigo, n. 1953)

## Artisti(1)
- Dolk, artista norvegese (Bergen, n. 1979)

## Artisti marziali(1)
- Andy Souwer, ex artista marziale e ex kickboxer olandese ('s-Hertogenbosch, n. 1982)

## Astronauti(1)
- Andreas Mogensen, astronauta danese (Copenaghen, n. 1976)

## Astronomi(2)
- Andreas Boeker, astronomo tedesco (n. 1964)
- Andreas Kriete, astronomo tedesco

## Attivisti(1)
- Andreas Malm, attivista e saggista svedese (Mölndal, n. 1977)

## Attori(5)
- Andreas Borcherding, attore e doppiatore tedesco (Monaco di Baviera, n. 1957)
- Rudolf Fernau, attore tedesco (Monaco di Baviera, n. 1898 - Monaco di Baviera, † 1985)
- Andreas Hofer, attore e doppiatore tedesco (Osnabrück, n. 1962)
- Andreas Pietschmann, attore tedesco (Würzburg, n. 1969)
- Andreas Wilson, attore svedese (Stoccolma, n. 1981)

## Attori teatrali(1)
- Andreas Elenson, attore teatrale e drammaturgo austriaco (Vienna, n. 1650 - Vienna, † 1706)

## Autori di giochi(1)
- Andreas Seyfarth, autore di giochi tedesco (Monaco di Baviera, n. 1962)

## Aviatori(1)
- Andreas Dombrowski, aviatore austro-ungarico (Ostrava, n. 1894)

## Avvocati(1)
- Dries van Agt, avvocato, insegnante e diplomatico olandese (Geldrop, n. 1931 - Nimega, † 2024)

## Banchieri(2)
- Andreas I Imhoff, banchiere, mercante e politico tedesco (Norimberga, n. 1491 - Norimberga, † 1579)
- Andreas Syngros, banchiere e filantropo greco (Costantinopoli, n. 1830 - Atene, † 1899)

## Baritoni(1)
- Andreas Böhm, baritono ungherese (Seghedino, n. 1901 - Zurigo, † 1952)

## Biatleti(2)
- Andreas Birnbacher, biatleta tedesco (Prien am Chiemsee, n. 1981)
- Andreas Zingerle, biatleta italiano (Rasun Anterselva, n. 1961)

## Biblisti(1)
- Andreas Köstenberger, biblista e teologo austriaco (Vienna, n. 1957)

## Bobbisti(4)
- Andreas Barucha, ex bobbista tedesco (Potsdam, n. 1979)
- Andreas Bredau, bobbista tedesco (Burg, n. 1984)
- Andreas Kirchner, bobbista tedesco (Erlbach-Kirchberg, n. 1953 - Suhl, † 2010)
- Andreas Ostler, bobbista tedesco (Grainau, n. 1921 - Grainau, † 1988)

## Botanici(1)
- Andreas Franz Wilhelm Schimper, botanico e ecologo tedesco (Strasburgo, n. 1856 - Basilea, † 1901)

## Canoisti(3)
- Andreas Dittmer, canoista tedesco (Neustrelitz, n. 1972)
- Andreas Ihle, canoista tedesco (Dürrenberg, n. 1979)
- Andreas Stahle, ex canoista tedesco (Halle, n. 1965)

## Canottieri(5)
- Andreas Decker, ex canottiere tedesco (Zwickau, n. 1952)
- Andreas Gregor, ex canottiere tedesco (Dresda, n. 1955)
- Andreas Hajek, ex canottiere tedesco (Weißenfels, n. 1968)
- Andreas Kuffner, canottiere tedesco (Vilshofen an der Donau, n. 1987)
- Andreas Schulz, ex canottiere tedesco (Freital, n. 1951)

## Cantanti(6)
- Andreas Bourani, cantante tedesco (Augusta, n. 1983)
- Andreas Dorau, cantante, musicista e regista tedesco (n. 1964)
- Andreas Geremia, cantante tedesco (Francoforte sul Meno, n. 1967)
- Andreas Grega, cantante svedese (Stoccolma)
- Tix, cantante e produttore discografico norvegese (Bærum, n. 1993)
- Andreas Odbjerg, cantante danese (Odense, n. 1987)

## Cantautori(1)
- André Hazes, cantautore olandese (Amsterdam, n. 1951 - Woerden, † 2004)

## Cardinali(2)
- Andreas Frühwirth, cardinale e arcivescovo cattolico austriaco (Sankt Anna am Aigen, n. 1845 - Roma, † 1933)
- Andreas Steinhuber, cardinale tedesco (Uttlau, n. 1824 - Roma, † 1907)

## Cartografi(1)
- Andreas Cellarius, cartografo tedesco (Neuhausen - Hoorn, † 1665)

## Cavalieri(2)
- Andreas Dibowski, cavaliere tedesco (Amburgo, n. 1966)
- Andreas Helgstrand, cavaliere danese (n. 1977)

## Cestisti(8)
- Andreas Brignoli, ex cestista e allenatore di pallacanestro italiano (Eppstein, n. 1968)
- Andreas Chaikalīs, ex cestista greco (n. 1943)
- Andreas Christodoulou, cestista cipriota (Limassol, n. 1995)
- Andreas Glyniadakīs, ex cestista greco (La Canea, n. 1981)
- Andreas Kanonidīs, cestista greco (Amarousio, n. 1991)
- Andreas Obst, cestista tedesco (Halle, n. 1996)
- Andreas Petropoulos, cestista greco (n. 1994)
- Andreas Seiferth, ex cestista tedesco (Berlino, n. 1989)

## Chimici(1)
- Andreas Sigismund Marggraf, chimico tedesco (Berlino, n. 1709 - Berlino, † 1782)

## Chitarristi(1)
- Andreas Kisser, chitarrista brasiliano (São Bernardo do Campo, n. 1968)

## Ciclisti su strada(8)
- Andreas Dietziker, ex ciclista su strada svizzero (Goldingen, n. 1982)
- Andreas Klöden, ex ciclista su strada tedesco (Mittweida, n. 1975)
- Andreas Kron, ciclista su strada danese (Comune di Albertslund, n. 1998)
- Andreas Leknessund, ciclista su strada norvegese (Tromsø, n. 1999)
- Andreas Matzbacher, ciclista su strada austriaco (Graz, n. 1982 - Frohnleiten, † 2007)
- Andreas Schillinger, ex ciclista su strada tedesco (Kümmersbruck, n. 1983)
- Andreas Stokbro, ciclista su strada e pistard danese (Brøndbyvester, n. 1997)
- Andreas Vangstad, ex ciclista su strada norvegese (Kristiansand, n. 1992)

## Combinatisti nordici(6)
- Andreas Hartmann, ex combinatista nordico svizzero (Cham, n. 1980)
- Andreas Hurschler, ex combinatista nordico svizzero (Stans, n. 1977)
- Andreas Ilves, combinatista nordico estone (n. 2000)
- Andreas Kunz, combinatista nordico tedesco (Lipsia, n. 1946 - Lipsia, † 2022)
- Andreas Langer, ex combinatista nordico tedesco orientale (Mildenau, n. 1956)
- Andreas Schaad, ex combinatista nordico svizzero (n. 1965)

## Compositori(2)
- Andreas Hammerschmidt, compositore e organista tedesco (Brüx, n. 1611 - Zittau, † 1675)
- Andreas Werckmeister, compositore, organista e teorico della musica tedesco (Benneckenstein, n. 1645 - Halberstadt, † 1706)

## Condottieri(2)
- Andreas Hadik von Futak, condottiero ungherese (Kőszeg, n. 1710 - Vienna, † 1790)
- Andreas Hofer, condottiero e guerrigliero austriaco (San Leonardo in Passiria, n. 1767 - Mantova, † 1810)

## Controtenori(1)
- Andreas Scholl, controtenore tedesco (Eltville am Rhein, n. 1967)

## Cuochi(1)
- Andreas Caminada, cuoco e imprenditore svizzero (Sagogn, n. 1977)

## Danzatori(2)
- Andreas Aabel, ballerino e coreografo norvegese (Stavanger, n. 1968)
- Andreas Müller, ballerino italiano (Singen, n. 1996)

## Designer(1)
- Andreas Zapatinas, designer greco (Atene, n. 1957)

## Diplomatici(1)
- Andreas Reinicke, diplomatico tedesco

## Dirigenti sportivi(6)
- Andreas Granqvist, dirigente sportivo, allenatore di calcio e ex calciatore svedese (Påarp, n. 1985)
- Andreas Klier, dirigente sportivo e ex ciclista su strada tedesco (Monaco di Baviera, n. 1976)
- Andreas Möller, dirigente sportivo, allenatore di calcio e ex calciatore tedesco (Francoforte sul Meno, n. 1967)
- Andreas Seidl, dirigente sportivo e ingegnere tedesco (Passavia, n. 1976)
- Andreas Stauff, dirigente sportivo e ex ciclista su strada tedesco (Frechen, n. 1987)
- Andreas Wenzel, dirigente sportivo e ex sciatore alpino liechtensteinese (Monaco di Baviera, n. 1958)

## Economisti(3)
- Andreas Andreadis, economista greco (Corfù, n. 1876 - Atene, † 1935)
- Andreas Georgiou, economista greco (Patrasso, n. 1960)
- Andreas Kaplan, economista tedesco (n. 1977)

## Etnomusicologi(1)
- Andreas Fridolin Weis Bentzon, etnomusicologo e antropologo danese (Copenaghen, n. 1936 - Copenaghen, † 1971)

## Filologi(1)
- Andreas Jäger, filologo e religioso svedese (n. 1660 - † 1730)

## Filosofi(1)
- Andreas Urs Sommer, filosofo, pubblicista e numismatico tedesco (Zofingen, n. 1972)

## Fisici(1)
- Andreas von Ettingshausen, fisico e matematico tedesco (Heidelberg, n. 1796 - Vienna, † 1878)

## Fondisti(4)
- Andi Grünenfelder, ex fondista svizzero (Vilters, n. 1960)
- Andreas Katz, fondista tedesco (Freudenstadt, n. 1988)
- Andreas Schlütter, ex fondista tedesco (Suhl, n. 1972)
- Andreas Veerpalu, fondista estone (Otepää, n. 1994)

## Fotografi(3)
- Andreas Bitesnich, fotografo e musicista austriaco (Vienna, n. 1964)
- Andreas Feininger, fotografo e saggista statunitense (Parigi, n. 1906 - New York, † 1999)
- Andreas Gursky, fotografo tedesco (Lipsia, n. 1955)

## Generali(2)
- Andreas Melczer von Kellemes, generale austriaco (n. 1800 - † 1873)
- Andreas O'Reilly von Ballinlough, generale austriaco (Ballinlough, n. 1742 - Vienna, † 1832)

## Giavellottisti(2)
- Andreas Hofmann, giavellottista tedesco (Heidelberg, n. 1991)
- Andreas Thorkildsen, ex giavellottista norvegese (Kristiansand, n. 1982)

## Ginnasti(4)
- Andreas Cervin, ginnasta svedese (Okome, n. 1888 - Göteborg, † 1972)
- Andreas Kempf, ginnasta e multiplista statunitense (Basilea, n. 1881 - Kansas City, † 1963)
- Andreas Strand, ginnasta norvegese (n. 1889 - † 1958)
- Andreas Wecker, ex ginnasta tedesco (Staßfurt, n. 1970)

## Giocatori di calcio a 5(4)
- Andreas Ajer, giocatore di calcio a 5 e calciatore norvegese (n. 1994)
- Andreas Fossli, giocatore di calcio a 5 e calciatore norvegese (n. 1997)
- Andreas Løvland, giocatore di calcio a 5 e calciatore norvegese (Lyngen, n. 1993)
- Andreas Nordby, ex giocatore di calcio a 5 e ex calciatore norvegese (n. 1989)

## Giocatori di curling(1)
- Andi Schwaller, giocatore di curling svizzero (Recherswil, n. 1970)

## Giocatori di football americano(3)
- Andreas Betza, giocatore di football americano camerunese (Camerun, n. 1992)
- Andreas Buri, giocatore di football americano svizzero (Berna, n. 1996)
- Andreas Hofbauer, ex giocatore di football americano austriaco

## Giornalisti(1)
- Andreas Englisch, giornalista e scrittore tedesco (Werl, n. 1963)

## Giuristi(3)
- Andreas Aagesen, giurista danese (Copenaghen, n. 1826 - Copenaghen, † 1879)
- Andreas Heusler, giurista svizzero (Basilea, n. 1834 - Basilea, † 1921)
- Andreas Voßkuhle, giurista tedesco (Detmold, n. 1963)

## Hockeisti su ghiaccio(8)
- Andreas Bernard, hockeista su ghiaccio italiano (Bolzano, n. 1990)
- Andreas Dackell, ex hockeista su ghiaccio svedese (Gävle, n. 1972)
- Andreas Hänni, ex hockeista su ghiaccio svizzero (Erlenbach, n. 1979)
- Andreas Huber, ex hockeista su ghiaccio e hockeista in-line italiano (Merano, n. 1977)
- Andreas Johansson, ex hockeista su ghiaccio svedese (Hofors, n. 1973)
- Andreas Karlsson, ex hockeista su ghiaccio svedese (Ludvika, n. 1975)
- Andreas Lutz, ex hockeista su ghiaccio italiano (Merano, n. 1986)
- Andreas Thuresson, hockeista su ghiaccio svedese (Kristianstad, n. 1987)

## Hockeisti su prato(1)
- Andreas Rasmussen, hockeista su prato danese (Aalborg, n. 1893 - Aalborg, † 1967)

## Insegnanti(1)
- Andreas D. Fröhlich, insegnante tedesco (Mannheim, n. 1946)

## Judoka(1)
- Andreas Tölzer, judoka tedesco (Bonn, n. 1980)

## Lottatori(1)
- Andreas Schröder, ex lottatore tedesco (Jena, n. 1960)

## Lunghisti(1)
- Andreas Otterling, lunghista svedese (n. 1986)

## Maratoneti(1)
- Andrew Oikonomou, maratoneta greco

## Marciatori(1)
- Andreas Erm, marciatore tedesco (Berlino, n. 1976)

## Matematici(2)
- Andreas Albrecht, matematico tedesco (Norimberga, n. 1586 - Amburgo, † 1628)
- Andreas Musalus, matematico, filosofo e architetto greco (Candia, n. 1665 - Venezia, † 1721)

## Medici(4)
- Andreas Aurifaber, medico tedesco (Breslavia, n. 1514 - Königsberg, † 1559)
- Andreas Roland Grüntzig, medico e radiologo tedesco (Dresda, n. 1939 - Forsyth, † 1985)
- Andreas von Gundelsheimer, medico e botanico tedesco (Feuchtwangen, n. 1668 - Stettino, † 1715)
- Andreas Libavius, medico e chimico tedesco (Halle, n. 1555 - Coburgo, † 1616)

## Mezzofondisti(2)
- Andreas Bube, mezzofondista danese (Gladsaxe, n. 1987)
- Andreas Vojta, mezzofondista e maratoneta austriaco (Vienna, n. 1989)

## Micologi(1)
- Andreas Allescher, micologo tedesco (Monaco di Baviera, n. 1828 - Monaco di Baviera, † 1903)

## Militari(4)
- Andreas Emmerich, militare e rivoluzionario tedesco (Kilianstädten, n. 1737 - Kassel, † 1809)
- Andreas Londos, militare e politico greco (Vostitsa, n. 1786 - Atene, † 1846)
- Andreas Markl, militare e numismatico austriaco (Vienna, n. 1829 - Vienna, † 1913)
- Andreas Tunkler, ufficiale e ingegnere austriaco (Praga, n. 1820 - Vienna, † 1873)

## Mineralogisti(1)
- Andreas Arzruní, mineralogista e geologo armeno (Tbilisi, n. 1847 - Bad Honnef, † 1898)

## Musicisti(1)
- Andreas Hedlund, musicista svedese (Skellefteå, n. 1973)

## Naturalisti(1)
- Andreas Sprecher von Bernegg, naturalista e botanico svizzero (Grabs, n. 1871 - Zurigo, † 1951)

## Neurologi(1)
- Andreas Rett, neurologo austriaco (Fürth, n. 1924 - Vienna, † 1997)

## Nobili(1)
- Andreas von Riaucour, nobile, politico e diplomatico tedesco (Varsavia, n. 1722 - Monaco di Baviera, † 1794)

## Numismatici(1)
- Andreas Furtwängler, numismatico e archeologo tedesco (Zurigo, n. 1944)

## Nuotatori(3)
- Andreas Asīmakopoulos, nuotatore e pallanuotista greco (Alessandria d'Egitto, n. 1889)
- Andreas Schmidt, ex nuotatore tedesco (Düsseldorf, n. 1959)
- Andreas Vazaios, nuotatore greco (Atene, n. 1994)

## Organari(1)
- Andreas Weiß, organaro tedesco (Nabburg, n. 1722 - Nabburg, † 1807)

## Orientalisti(1)
- Heinrich Thorbecke, orientalista e filologo tedesco (Meiningen, n. 1837 - Mannheim, † 1890)

## Ornitologi(1)
- Andreas Reischek, ornitologo e naturalista austriaco (Linz, n. 1845 - Linz, † 1902)

## Pallamanisti(3)
- Andreas Nilsson, pallamanista svedese (Trelleborg, n. 1990)
- Andreas Thiel, ex pallamanista e allenatore di pallamano tedesco (Lünen, n. 1960)
- Andreas Wolff, pallamanista tedesco (Euskirchen, n. 1991)

## Pallavolisti(2)
- Andreas Andreadīs, pallavolista greco (Soufli, n. 1982)
- Andreas Fragkos, pallavolista greco (Atene, n. 1989)

## Patrioti(1)
- Andreas Metaxas, patriota e politico greco (Cefalonia, n. 1790 - Atene, † 1860)

## Pattinatori artistici su ghiaccio(2)
- Andreas Krogh, pattinatore artistico su ghiaccio norvegese (Oslo, n. 1894 - Oslo, † 1964)
- Andreas Nischwitz, ex pattinatore artistico su ghiaccio tedesco (n. 1957)

## Pesisti(1)
- Andreas Krieger, ex pesista e discobolo tedesco (Berlino Est, n. 1966)

## Pianisti(1)
- Andreas Staier, pianista e clavicembalista tedesco (Gottinga, n. 1955)

## Piloti automobilistici(3)
- Andreas Bakkerud, pilota automobilistico norvegese (Bergen, n. 1991)
- Niki Lauda, pilota automobilistico, imprenditore e dirigente sportivo austriaco (Vienna, n. 1949 - Zurigo, † 2019)
- Andreas Zuber, pilota automobilistico austriaco (Judenburg, n. 1983)

## Piloti di rally(3)
- Andreas Aigner, pilota di rally austriaco (Leoben, n. 1984)
- Andreas Mikkelsen, pilota di rally norvegese (Oslo, n. 1989)
- Andreas Schulz, copilota di rally tedesco (Monaco di Baviera, n. 1955)

## Piloti motociclistici(1)
- Andreas Meklau, pilota motociclistico austriaco (Bruck an der Mur, n. 1967)

## Pistard(1)
- Andreas Kappes, pistard e ciclista su strada tedesco (Brema, n. 1965 - † 2018)

## Pittori(4)
- Andreas Möller, pittore danese (Copenaghen, n. 1684 - Berlino, † 1762)
- Andreas Müller, pittore tedesco (Kassel, n. 1811 - Düsseldorf, † 1890)
- Andreas Roth, pittore tedesco (Kleinochsenfurt, n. 1871 - Los Angeles, † 1949)
- Andreas Schelfhout, pittore, incisore e litografo olandese (L'Aia, n. 1787 - L'Aia, † 1870)

## Poeti(4)
- Andreas Embirikos, poeta greco (Brăila, n. 1901 - Atene, † 1975)
- Andreas Gryphius, poeta e drammaturgo tedesco (Głogów, n. 1616 - Głogów, † 1664)
- Andreas Kalvos, poeta greco (Zante, n. 1792 - Louth, † 1869)
- Andreas Munch, poeta e drammaturgo norvegese (Oslo, n. 1811 - Vedbaek, † 1884)

## Politici(17)
- Andreas Aebi, politico, agricoltore e imprenditore svizzero (Burgdorf, n. 1958)
- Andreas Babler, politico austriaco (Mödling, n. 1973)
- Andreas Bausewein, politico tedesco (Erfurt, n. 1973)
- Andreas Gottlieb von Bernstorff, politico tedesco (Ratzeburg, n. 1640 - Gartow, † 1726)
- Andreas Peter Bernstorff, politico danese (Hannover, n. 1735 - Copenaghen, † 1797)
- Andreas Hermes, politico tedesco (Colonia, n. 1878 - Kralingen, † 1964)
- Andreas Khol, politico austriaco (Bergen auf Rügen, n. 1941)
- Andreas Lussi, politico svizzero (Stans - Stans, † 1606)
- Andreas Michalakopoulos, politico greco (Patrasso, n. 1876 - Atene, † 1938)
- Andreas Mölzer, politico austriaco (Leoben, n. 1952)
- Andreas Norlén, politico svedese (Bromma, n. 1973)
- Andreas Papandreou, politico e economista greco (Chio, n. 1919 - Atene, † 1996)
- Andreas Pöder, politico italiano (Merano, n. 1967)
- Andreas Scheuer, politico tedesco (Passavia, n. 1974)
- Andreas Zaimīs, politico greco (Kalavryta, n. 1791 - Atene, † 1840)
- Andreas Zrotz, politico svizzero
- Andreas von Westfalen, politico tedesco

## Politologi(1)
- Andreas Umland, politologo tedesco (Jena, n. 1967)

## Presbiteri(2)
- Procopio il Grande, presbitero e militare ceco (Regno di Boemia, n. 1380 - † 1434)
- Andreas Faye, presbitero e storico norvegese (Bragernes, n. 1802 - Sande in Vestfold, † 1869)

## Produttori discografici(1)
- Andreas Carlsson, produttore discografico, compositore e paroliere svedese (Danderyd, n. 1973)

## Pugili(2)
- Andreas Tews, ex pugile tedesco (Rostock, n. 1968)
- Andreas Zülow, ex pugile tedesco (Ludwigslust, n. 1965)

## Registi(3)
- Andreas Dresen, regista e sceneggiatore tedesco (Gera, n. 1963)
- Andreas Prochaska, regista austriaco (Vienna, n. 1964)
- Andreas Schnaas, regista, attore e sceneggiatore tedesco (Amburgo, n. 1968)

## Rivoluzionari(1)
- Andreas Gottschalk, rivoluzionario e medico tedesco (Düsseldorf, n. 1815 - Colonia, † 1849)

## Saltatori con gli sci(14)
- Andreas Alamommo, saltatore con gli sci finlandese (n. 1998)
- Andreas Bauer, saltatore con gli sci tedesco (Oberstdorf, n. 1964)
- Andreas Däscher, saltatore con gli sci svizzero (Clavadel, n. 1927 - Meilen, † 2023)
- Andreas Felder, ex saltatore con gli sci austriaco (Hall in Tirol, n. 1962)
- Andreas Goldberger, ex saltatore con gli sci austriaco (Ried im Innkreis, n. 1972)
- Andreas Kofler, ex saltatore con gli sci austriaco (Innsbruck, n. 1984)
- Andreas Küttel, ex saltatore con gli sci svizzero (Einsiedeln, n. 1979)
- Andi Rauschmeier, ex saltatore con gli sci austriaco (n. 1970)
- Andreas Scherer, ex saltatore con gli sci tedesco
- Andreas Schuler, saltatore con gli sci svizzero (n. 1995)
- Andreas Stjernen, ex saltatore con gli sci norvegese (n. 1988)
- Andreas Wank, ex saltatore con gli sci tedesco (Halle, n. 1988)
- Andreas Wellinger, saltatore con gli sci tedesco (Traunstein, n. 1995)
- Andreas Widhölzl, ex saltatore con gli sci austriaco (Sankt Johann in Tirol, n. 1976)

## Scacchisti(1)
- Andreas Dückstein, scacchista austriaco (Budapest, n. 1927 - Vienna, † 2024)

## Schermidori(2)
- Andreas Kertesz, ex schermidore svedese (n. 1969)
- Andreas Suttner, schermidore austriaco (n. 1876 - † 1953)

## Sciatori alpini(18)
- Andreas Sønsterud Amdahl, sciatore alpino norvegese (n. 2001)
- Andreas Ampferer, ex sciatore alpino austriaco (n. 1982)
- Andreas Buder, ex sciatore alpino austriaco (Scheibbs, n. 1979)
- Andreas Damstuen, ex sciatore alpino norvegese (n. 1979)
- Andreas Ericsson, ex sciatore alpino svedese (n. 1973)
- Andreas Willumsen Haug, ex sciatore alpino norvegese (n. 1989)
- Andreas Løchen, ex sciatore alpino norvegese (n. 1981)
- Andreas Molterer, sciatore alpino austriaco (Kitzbühel, n. 1931 - Kitzbühel, † 2023)
- Andreas Nilsen, ex sciatore alpino norvegese (Trondheim, n. 1980)
- Andreas Ploier, sciatore alpino austriaco (n. 1997)
- Andreas Rickenbach, ex sciatore alpino e allenatore di sci alpino statunitense (n. 1968)
- Andreas Romar, ex sciatore alpino finlandese (Korsholm, n. 1989)
- Andreas Sander, sciatore alpino tedesco (Ennepetal, n. 1989)
- Andreas Schifferer, ex sciatore alpino austriaco (Radstadt, n. 1974)
- Andreas Sprecher, ex sciatore alpino svizzero (Davos, n. 1944)
- Andreas Strand, ex sciatore alpino norvegese (n. 1998)
- Andreas Strodl, ex sciatore alpino tedesco (n. 1987)
- Andreas Žampa, sciatore alpino slovacco (Kežmarok, n. 1993)

## Sciatori freestyle(1)
- Andreas Schauer, sciatore freestyle tedesco (n. 1986)

## Sciatori nordici(1)
- Andreas Stitzl, ex sciatore nordico tedesco (Traunstein, n. 1974)

## Scrittori(8)
- Andreas Heinrich Bucholtz, scrittore, poeta e teologo tedesco (Schöningen, n. 1607 - Braunschweig, † 1671)
- Andreas Eschbach, scrittore tedesco (Ulma, n. 1959)
- Andreas Gruschke, scrittore, fotografo e giornalista tedesco (Tengen, n. 1960 - † 2018)
- Andreas Laskaratos, scrittore greco (Līxouri, n. 1811 - Atene, † 1901)
- Andreas Latzko, scrittore austro-ungarico (Budapest, n. 1876 - Amsterdam, † 1943)
- Andreas Maier, scrittore tedesco (Bad Nauheim, n. 1967)
- Andreas Riedel, scrittore e politico austriaco (Vienna, n. 1748 - Parigi, † 1837)
- Andreas Wagner, scrittore tedesco (Magonza, n. 1974)

## Scultori(2)
- Andreas de Nole, scultore fiammingo (Anversa, n. 1598 - Anversa, † 1638)
- Andreas Schlüter, scultore e architetto tedesco (Danzica, n. 1664 - San Pietroburgo, † 1714)

## Slittinisti(1)
- Andreas Linger, ex slittinista austriaco (Hall in Tirol, n. 1981)

## Snowboarder(1)
- Andreas Prommegger, snowboarder austriaco (Schwarzach im Pongau, n. 1980)

## Sociologi(1)
- Andreas Pott, sociologo tedesco (Düsseldorf, n. 1968)

## Sollevatori(3)
- Andreas Behm, sollevatore tedesco orientale (Stralsund, n. 1962 - Stralsund, † 2021)
- Andreas Letz, sollevatore tedesco (Sömmerda, n. 1962)
- Andreas Stadler, sollevatore austriaco (n. 1896 - † 1941)

## Storici(2)
- Andreas Hillgruber, storico tedesco (Angerburg, n. 1925 - Colonia, † 1989)
- Andreas Maislinger, storico e politologo austriaco (Sankt Georgen bei Salzburg, n. 1955)

## Storici dell'arte(1)
- Andreas Franzke, storico dell'arte tedesco (Breslavia, n. 1938)

## Tennisti(7)
- Andreas Beck, ex tennista tedesco (Weingarten, n. 1986)
- Andreas Haider-Maurer, ex tennista austriaco (Zwettl-Niederösterreich, n. 1987)
- Andreas Maurer, ex tennista tedesco (Gelsenkirchen, n. 1958)
- Andreas Mies, tennista tedesco (Colonia, n. 1990)
- Andreas Seppi, ex tennista italiano (Bolzano, n. 1984)
- Andreas Siljeström, ex tennista svedese (Stoccolma, n. 1981)
- Andreas Vinciguerra, ex tennista svedese (Malmö, n. 1981)

## Teologi(5)
- Andreas Althamer, teologo tedesco (Brenz, n. 1500 - Ansbach, † 1539)
- Andreas Musculus, teologo tedesco (Schneeberg, n. 1514 - Francoforte sull'Oder, † 1581)
- Andrea Osiander, teologo e scienziato tedesco (Gunzenhausen, n. 1498 - Königsberg, † 1552)
- Andreas Resch, teologo e psicologo italiano (Collepietra, n. 1934)
- Andreas Stübel, teologo, filosofo e pedagogista tedesco (Dresda, n. 1653 - Lipsia, † 1725)

## Teorici della musica(1)
- Andreas Ornithoparchus, teorico musicale tedesco (Meiningen)

## Terroristi(1)
- Andreas Baader, terrorista tedesco (Monaco di Baviera, n. 1943 - Stoccarda, † 1977)

## Tiratori a segno(1)
- Andreas Kronthaler, tiratore a segno austriaco (Erl, n. 1952 - † 2025)

## Tiratori di fune(1)
- Gustaf Grönberger, tiratore di fune svedese (Ytterjärna, n. 1882 - Stoccolma, † 1972)

## Triatleti(2)
- Andreas Raelert, triatleta tedesco (Rostock, n. 1976)
- Andreas Schilling, triatleta danese (n. 1991)

## Tuffatori(3)
- Andreas Billi, tuffatore italiano (Roma, n. 1990)
- Andreas Sargent Larsen, tuffatore danese (Copenaghen, n. 1999)
- Andreas Wels, tuffatore tedesco (Schönebeck, n. 1975)

## Velisti(3)
- Andreas Brecke, velista norvegese (Fredrikstad, n. 1879 - Oslo, † 1952)
- Andreas Geritzer, ex velista austriaco (Vienna, n. 1977)
- Andreas Knudsen, velista e canottiere norvegese (Drammen, n. 1887 - Oslo, † 1982)

## Velocisti(2)
- Andreas Berger, ex velocista austriaco (Gmunden, n. 1961)
- Andreas Knebel, ex velocista tedesco (Sangerhausen, n. 1960)

## Vescovi cattolici(1)
- Andreas Räß, vescovo cattolico tedesco (Sigolsheim, n. 1794 - Strasburgo, † 1887)

## Violinisti(2)
- Andreas Moser, violinista, insegnante e musicologo austriaco (Zemun, n. 1859 - Berlino, † 1925)
- Andreas Jakob Romberg, violinista e compositore tedesco (Vechta, n. 1767 - Gotha, † 1821)

## Violisti(1)
- Andreas Lidel, violista e compositore austriaco (Vienna - Londra)

## Violoncellisti(1)
- Andreas Brantelid, violoncellista svedese (Copenaghen, n. 1987)

## Senza attività specificata(4)
- Andreas von Felben (Stiria)
- Andreas Matt, ex sciatore freestyle austriaco (Zams, n. 1982)
- Andreas Schönbächler, ex sciatore freestyle svizzero (n. 1966)
- Andreas von Steinberg